# Alexander Dalrymple

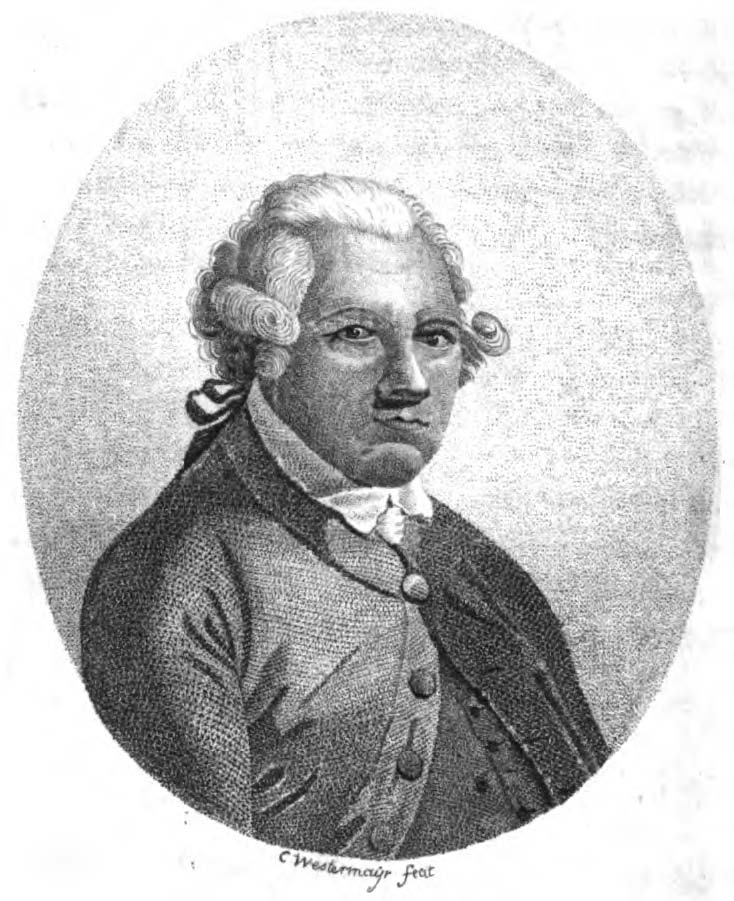
Alexander Dalrymple

Alexander Dalrymple (* 24. Juli 1737 in New Hailes, Midlothian; † 19. Juni 1808 in London) war ein schottischer Geograph.
Historisch bedeutsam wurde Dalrymple vor allem in seiner Rolle als unbeirrbarer Verfechter der Theorie eines bisher unentdeckten Südkontinents.
Dieser Gedanke tauchte bereits bei dem ägyptischen Gelehrten Ptolemäus auf
- man glaubte, dieser sei notwendig, um die Erde ins Gleichgewicht zu bringen, da sonst doch auf der Nordhalbkugel die Landmassen im Verhältnis 8:1 dominieren würden.
Mit dieser Ansicht entwickelte sich Dalrymples Rivalität zum Navigator und Kartographen James Cook, der der Existenz eines solchen Kontinents eher skeptisch gegenüberstand.
Cook wurde von der Admiralität zu seinen legendären drei Weltumsegelungen ausgeschickt. Unter anderem hatte er den Auftrag, die Existenz eines solchen Kontinents entweder zu beweisen oder zu widerlegen. Dalrymple hatte zunächst darauf gehofft, die Admiralität würde ihm diese Aufgabe als Expeditionsleiter übertragen. Doch gab man schließlich dem seemännisch weit erfahreneren Cook den Vorzug gegenüber dem "Schreibtischgelehrten" Dalrymple.
Cook gelang es auf einer seiner Expeditionen, wahrscheinlich als erstem Europäer überhaupt, den Südpolarkreis zu passieren. Dadurch, beziehungsweise durch seine spätere Umrundung der Antarktis wurde offensichtlich, dass in höheren südlichen Breiten kein Platz mehr für einen solchen Kontinent sein konnte. Die Antarktis konnte nicht als der gesuchte Südkontinent gelten, da man von einer Landmasse in noch gemäßigten, bewohnbaren Breiten ausging. Damit schlug Dalrymple ein weiteres Kapitel in der langen Geschichte wissenschaftlicher Irrtümer auf.

## Leben
Alexander Dalrymple, Sohn des Sir James Dalrymple (Baronet von Hailes) und der Lady Christina Hamilton, verbrachte seine Kindheit auf dem Landsitz der Familie – New Hailes, in der Nähe von Edinburgh.
Er war das 7. von 16 Kindern, wobei er alle anderen überlebte. Der Bekannteste seiner Brüder war der Rechtsgelehrte und Historiker Lord David Dalrymple. Seine erste Schulausbildung erhielt er in der Schule des David Young in Haddington.
Sein Vater starb, bevor Alexander das 14. Lebensjahr vollendete, und so musste er diese Ausbildung abbrechen. Zwei Jahre wurde er noch von seinem ältesten Bruder weiterunterrichtet, bis er 1752 das Angebot erhielt, bei der Ostindien-Kompanie als Schreiber zu arbeiten. Als Vorbereitung absolvierte er Kurse in Buchhaltung und Arithmetik an der Akademie in Fort Hills.
Nach dem erfolgreichen Bestehen der Prüfungen schiffte er sich im Dezember dieses Jahres nach Indien ein, um Madras Mitte Mai des folgenden Jahres zu erreichen. Seiner lückenhaften Ausbildung entsprechend, wurde er zunächst dem Lagerverwalter zugeteilt, konnte aber durch die Fürsprache des Gouverneurs, Lord Pigot, und des Historikers Orme ins Sekretariat aufsteigen.
Seine beiden Mentoren unterrichteten ihn persönlich in Schreiben und Buchhaltung.
In den Akten der Kompanie stieß er jedoch auf Hinweise über den Handel mit den Philippinen und das Thema fesselte ihn so sehr, dass er darüber seine eigentlichen Aufgaben für die Firma vernachlässigte, wodurch er bei seinen Mentoren in Ungnade fiel.
Später gelang es ihm dennoch, auf die Philippinen zu gelangen. Nach der Eroberung Manilas, während der britische Invasion der Philippinen, erbeuteten die Engländer zahllose Dokumente. Unter anderem auch die Berichte des spanischen Entdeckers Luiz Váez de Torres, die anderthalb Jahrhunderte von den Spaniern geheim gehalten worden waren. Alexander Dalrymple erhielt die Dokumente zur Übersetzung und erkannte die Bedeutung von Torres’ Entdeckung, der als Erster die Meeresstraße zwischen Australien und Neuguinea passiert hatte, die heutige Torres-Straße. Er veröffentlichte Torres’ Entdeckung in seinem Werk über die Südseeerkundungen. Außerdem war er bei der Aushandlung eines gewinnbringenden Handelsvertrags mit dem Sultan von Sultanat von Sulu und Sabah behilflich.
1765 kehrte er nach England zurück, um die dortigen Autoritäten von den Chancen einer Ausweitung des Handels im Indischen Ozean zu überzeugen, war darin allerdings weniger erfolgreich.
Viele Jahre im Dienst der Ostindien-Kompanie, arbeitete er ab 1779 für die Gesellschaft als Hydrograph, 1792 wurde er zu deren Ersten Hydrographen ernannt. 1795 berief ihn die britische Admiralität in dieselbe Position.
Gegenüber seiner Rolle als tragische Figur der Wissenschaftsgeschichte werden häufig seine zahlreichen Beiträge zur Kartographie und zur Schiffssicherheit übersehen: Als das Königreich Großbritannien Ende des 18. Jahrhunderts mehr und mehr in den Seekrieg mit dem napoleonischen Frankreich verwickelt wurde, stieg der Bedarf an systematischen Seekarten sprunghaft an und Dalrymple leistete einen profunden Beitrag zu deren Standardisierung und Katalogisierung. In der Schiffssicherheit schuf er mit seinen Schaubildern zu den Erkennungsmerkmalen verschiedener Windstärken die Grundlage für die Beaufortskala.
Dalrymple schlug übrigens auch als erster den Namen Australien für den damals noch als Neu-Holland bezeichneten Kontinent vor.
1771 wurde er Fellow der Royal Society of London und 1811 korrespondierendes Mitglied der Académie des sciences in Paris.
Er ist Namensgeber für den Dalrymple Point, eine Landspitze der Joinville-Insel in der Antarktis.

## Werke
- An account of the discoveries made in the South Pacifick Ocean, previous to 1764. Part I. London 1767 (Digitalisat)
- A plan for extending the commerce of this kingdom and of the East-India-Company. London 1769 (Digitalisat)
- An historical collection of the several voyages and discoveries in the South Pacific Ocean. 2 Bde., London 1771 (Bd. 1 Digitalisat, Bd. 2 Digitalisat)
- Memoir of a chart of the China Sea. London 1771 (Digitalisat), 2. Aufl. London 1786 (Digitalisat)
- General introduction to the charts and memoirs. London 1772 (Digitalisat), 2. Aufl. London 1786 (Digitalisat)
- Memoir concerning the Chagos and adjacent islands. London 1786 (Digitalisat)
- Historische Samlung der verschiedenen Reisen nach der Südsee im 16, 17 und 18 Jahrhundert und der daselbst gemachten Entdeckungen. Hamburg 1786 (Digitalisat)
- The Spanish pretensions fairly discussed. London 1790 (Digitalisat)